# Zwischenwasser

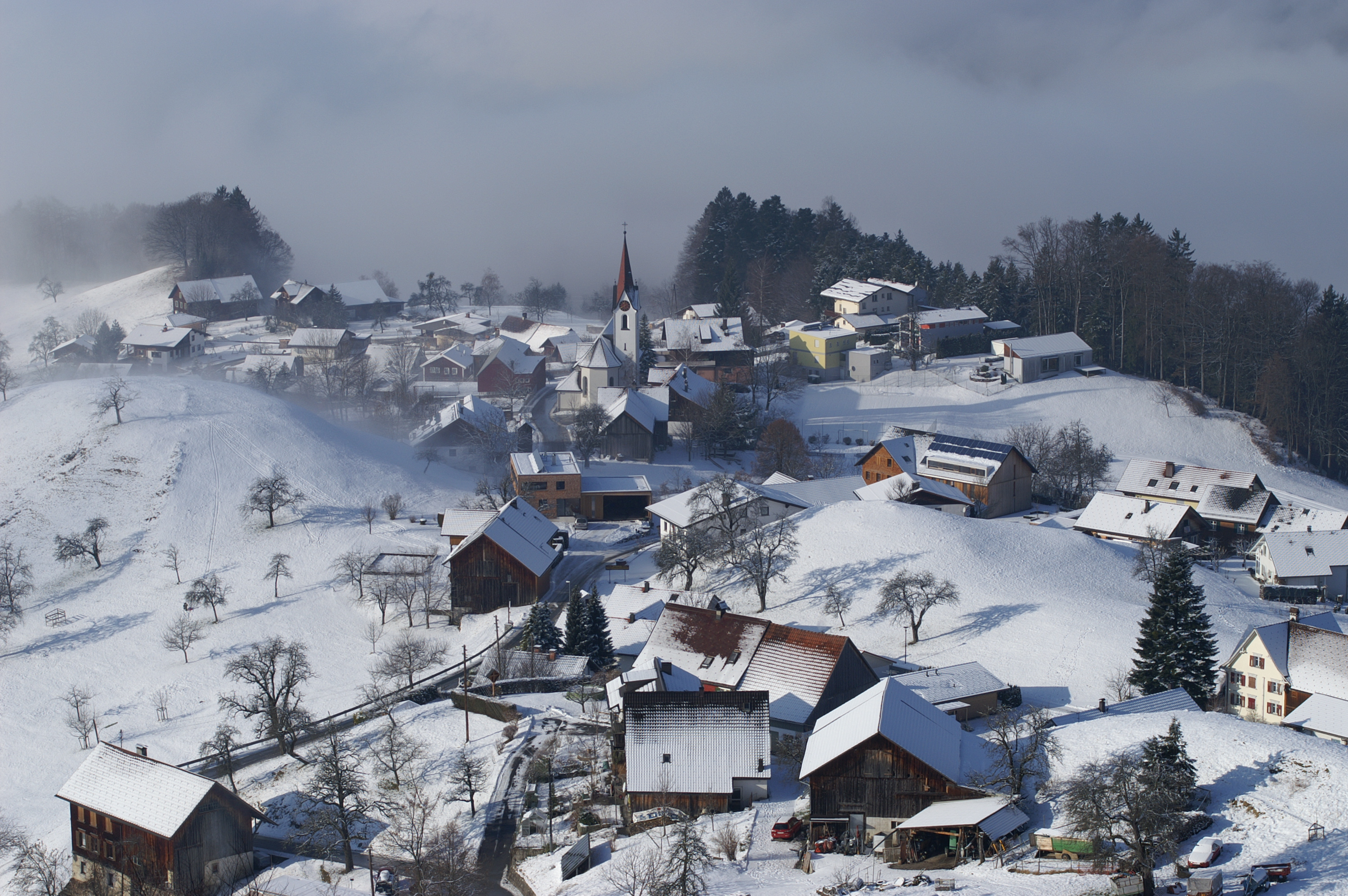
Blick auf Dafins

Zwischenwasser ist eine Gemeinde in Österreich im westlichen Vorarlberg im Bezirk Feldkirch mit 3419 Einwohnern (Stand 1. Jänner 2025).

## Geografie
Zwischenwasser liegt im westlichsten Bundesland Österreichs, Vorarlberg, im Bezirk Feldkirch auf 525 Meter Höhe. 71 % der Fläche sind bewaldet. Die höchste Erhebung der Gemeinde ist der Berg Hoher Freschen (2004 m ü. A.).

### Gemeindegliederung
Das Gemeindegebiet umfasst folgende drei Ortschaften (in Klammern Einwohnerzahl Stand 1. Jänner 2025):
- Batschuns (1250)
- Dafins (470)
- Muntlix (1699)

Die Gemeinde besteht aus der Katastralgemeinde Zwischenwasser.
Das Gemeindegebiet umfasst die Ortschaften Muntlix in der Talsohle, Batschuns und Dafins auf Hangterrassen der Freschengruppe. Muntlix ist der Hauptort der Gemeinde, an dem sich auch das Gemeindeamt (Sitz der Gemeindeverwaltung) und die Mittelschule Zwischenwasser befinden.
Die Besonderheit ist, dass keine der drei Ortschaften den Gemeindenamen trägt. Dieser leitet sich von der Lage der Gemeinde zwischen den Wässern der beiden Flüsse Frutz (Keltisch: „Strom“) und Frödisch ab.

### Nachbargemeinden
Die Gemeinde Zwischenwasser hat eine gemeinsame Gemeindegrenze mit sechs anderen Vorarlberger Gemeinden. Von diesen befinden sich fünf (Viktorsberg, Laterns, Rankweil, Sulz und Röthis) ebenso wie Zwischenwasser im politischen Bezirk Feldkirch und eine – nämlich die Bezirkshauptstadt Dornbirn – im Bezirk Dornbirn. Knapp südlich des Gipfels des Hohen Freschens treffen sich die Gemeindegebiete von Dornbirn, Zwischenwasser, Viktorsberg und Laterns in einem gemeinsamen Punkt.
| Röthis   | Viktorsberg                                 | Dornbirn (DO) |
| Sulz     | Kompassrose, die auf Nachbargemeinden zeigt |               |
| Rankweil | Laterns                                     |               |

## Geschichte
Der erste schriftliche Hinweis auf eine Siedlung in Zwischenwasser findet sich in einer Urkunde von 1127. Die Habsburger regierten die Orte in Vorarlberg wechselnd von Tirol und Vorderösterreich (Freiburg im Breisgau) aus.
Von 1805 bis 1814 gehörte Zwischenwasser zu Bayern, dann wieder zu Österreich. Zu Vorarlberg, dem westlichsten österreichischen Bundesland von Österreich, gehört es seit dessen Gründung (1861). Die Gemeinde war 1945 bis 1955 Teil der französischen Besatzungszone in Österreich.

### Bevölkerungsentwicklung
Der Ausländeranteil lag Ende 2002 bei 12,3 Prozent.

## Kultur und Sehenswürdigkeiten

### Kirchen und Kapellen

#### Pfarrkirche zum Hl. Johannes dem Täufer, Batschuns

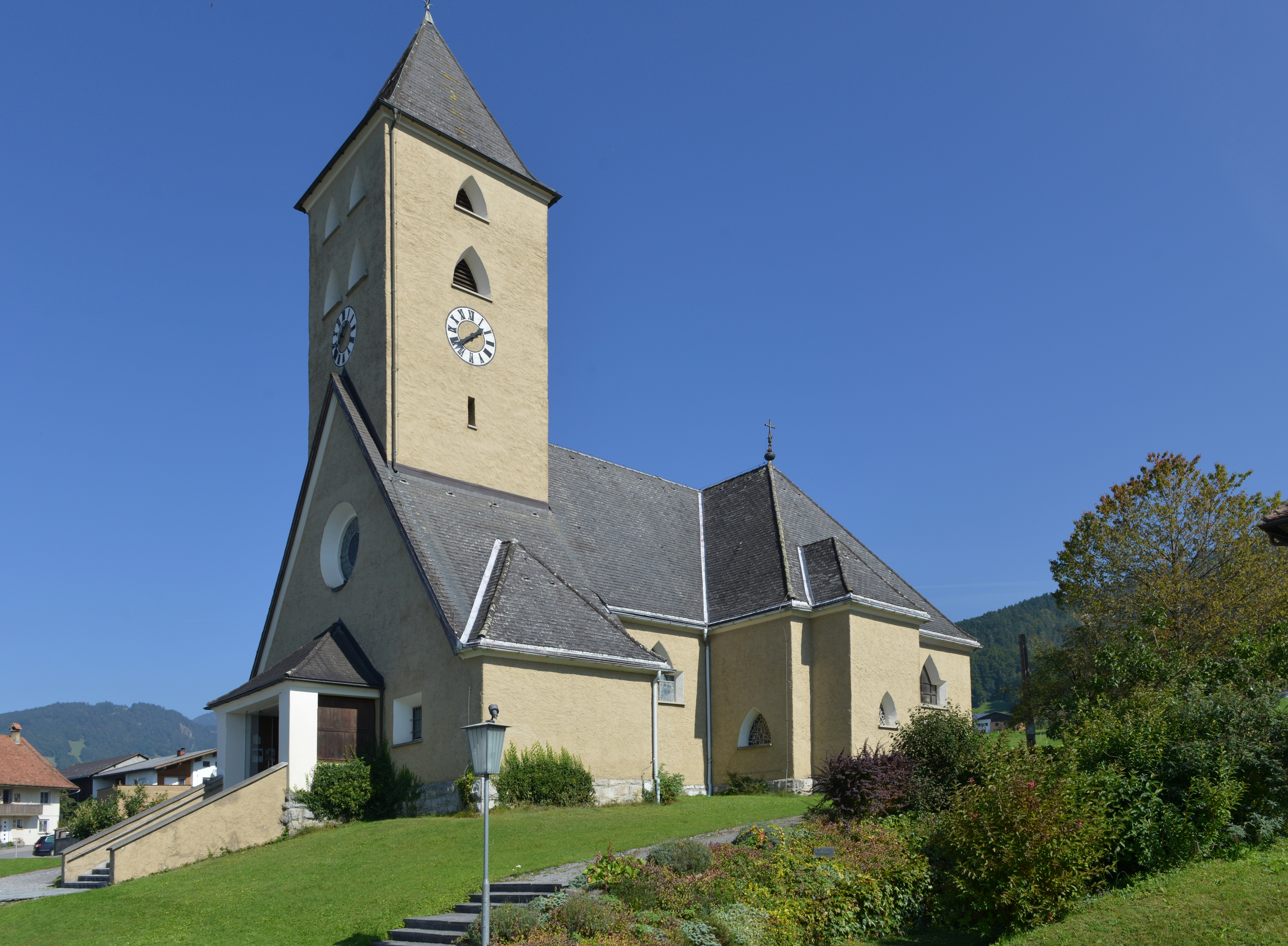
Pfarrkirche Batschuns

Den Auftrag zum Bau seiner ersten Kirche erhielt Clemens Holzmeister 1921 von Kaplan Albert Drexel. Die Kirche wurde 1921 bis 1923 als erste Kirche Vorarlbergs im Stil der Zwischenkriegszeit erbaut. Die Grundmauern für einen neugotischen Bau waren schon vorhanden, als das neue Projekt gegen großen Widerstand durchgesetzt wurde. Holzmeister nahm hier bereits Einiges vorweg, was bei seinen späteren Kirchen von Bedeutung wurde: Das ist einerseits die Übernahme von Elementen aus der lokalen Baukultur (einschließlich Materialien und handwerklicher Details) und andererseits die formale Steigerung des Baukörpers zur Zeichenhaftigkeit. Entsprechend ihrer Entstehungszeit zeigt die Kirche stilistische Spuren von Expressionismus. 1971/72 erfolgte eine Restaurierung.
Die Architekten Bernhard und Stefan Marte aus Weiler haben im Jahr 2002 die Friedhofserweiterung und Aufbahrungshalle geplant – was ähnlich diskutiert wurde wie seinerzeit der Kirchenbau.

#### Pfarrkirche Hl. Fidelis, Muntlix

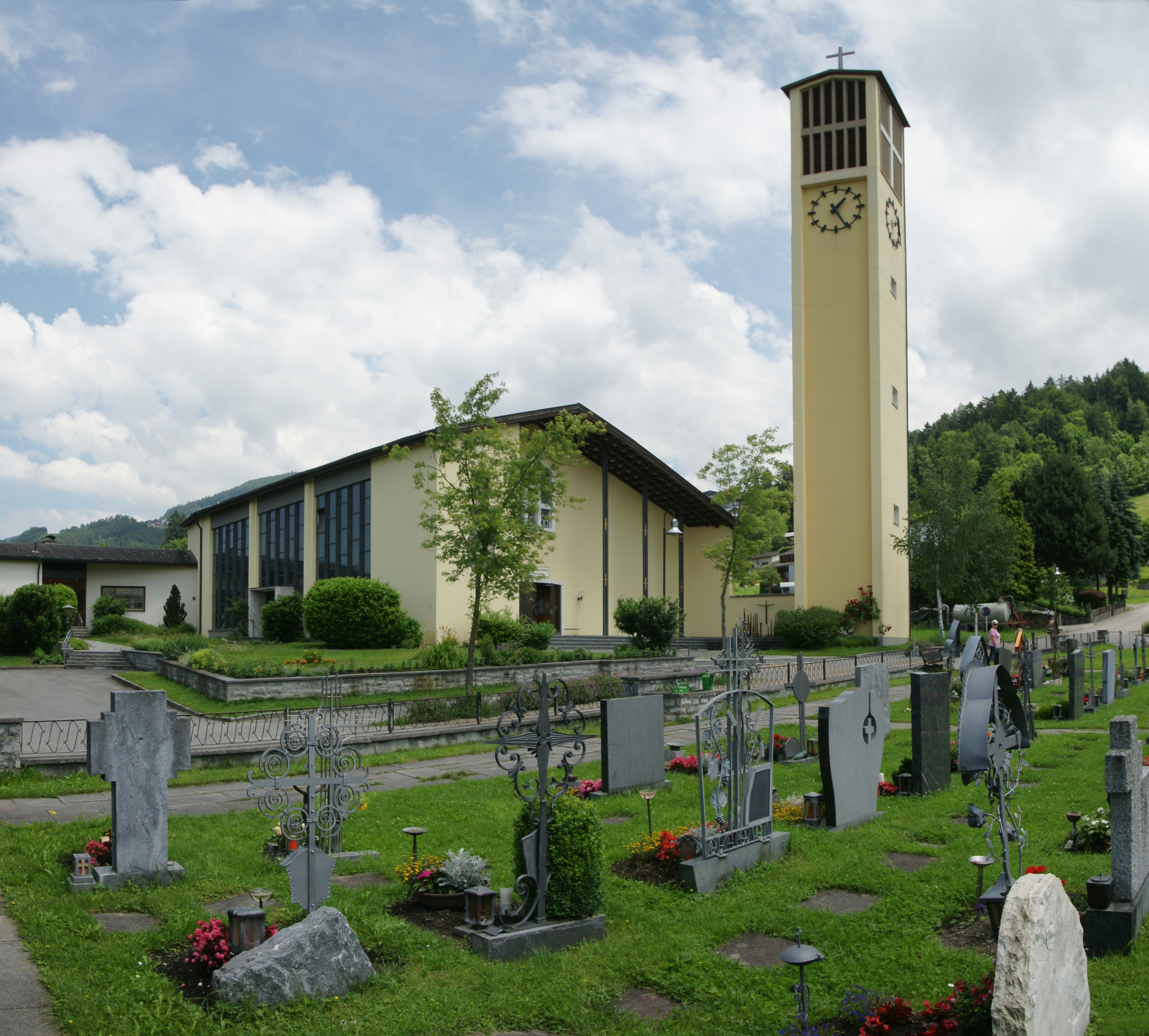
Pfarrkirche von Muntlix

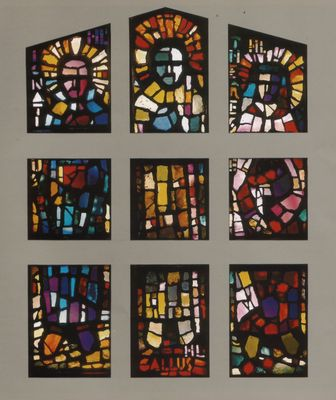
Pfarrkirche Muntlix (Betonglasfenster von Konrad Honold, 1960; Hl. Ignatius, Hl. Gallus, Hl. Theresia von Lisieux)

Diese Kirche wurde zwischen 1958 und 1962 errichtet und 1962 geweiht. Die Fassade trägt ein Mosaik des Hl. Fidelis vom Schrunser Künstler Konrad Honold, der auch das Betonglasfenster gestaltete.

Neben der Kirche steht ein Kriegerdenkmal – bestehend aus vielen unterschiedlich langen Metallstäben. An der Wand steht ein Metallkreuz und auf jedem Stab ist eine Metallplakette mit dem Namen des Gefallenen oder Vermissten.

#### Pfarrkirche Hl. Josef in Dafins
An dieser Stelle wurde bereits um 1715 ein Gotteshaus errichtet. Die heutige Kirche wurde großteils 1917/1918 neu erbaut.

#### Kapelle
im Bildungshaus Batschuns

#### Kapelle Hl. Wendelin in Buchebrunnen
Diese Kapelle wurde 1724 erbaut.

### Weitere Bauwerke

#### Ansitz Weißenberg
Das „Batschunser Schlössle“ wurde vor 1601 als Ansitz der Feldkircher Patrizier Brock von Weißenberg erbaut.

#### Textilfabrik Rueff Muntlix (1988)

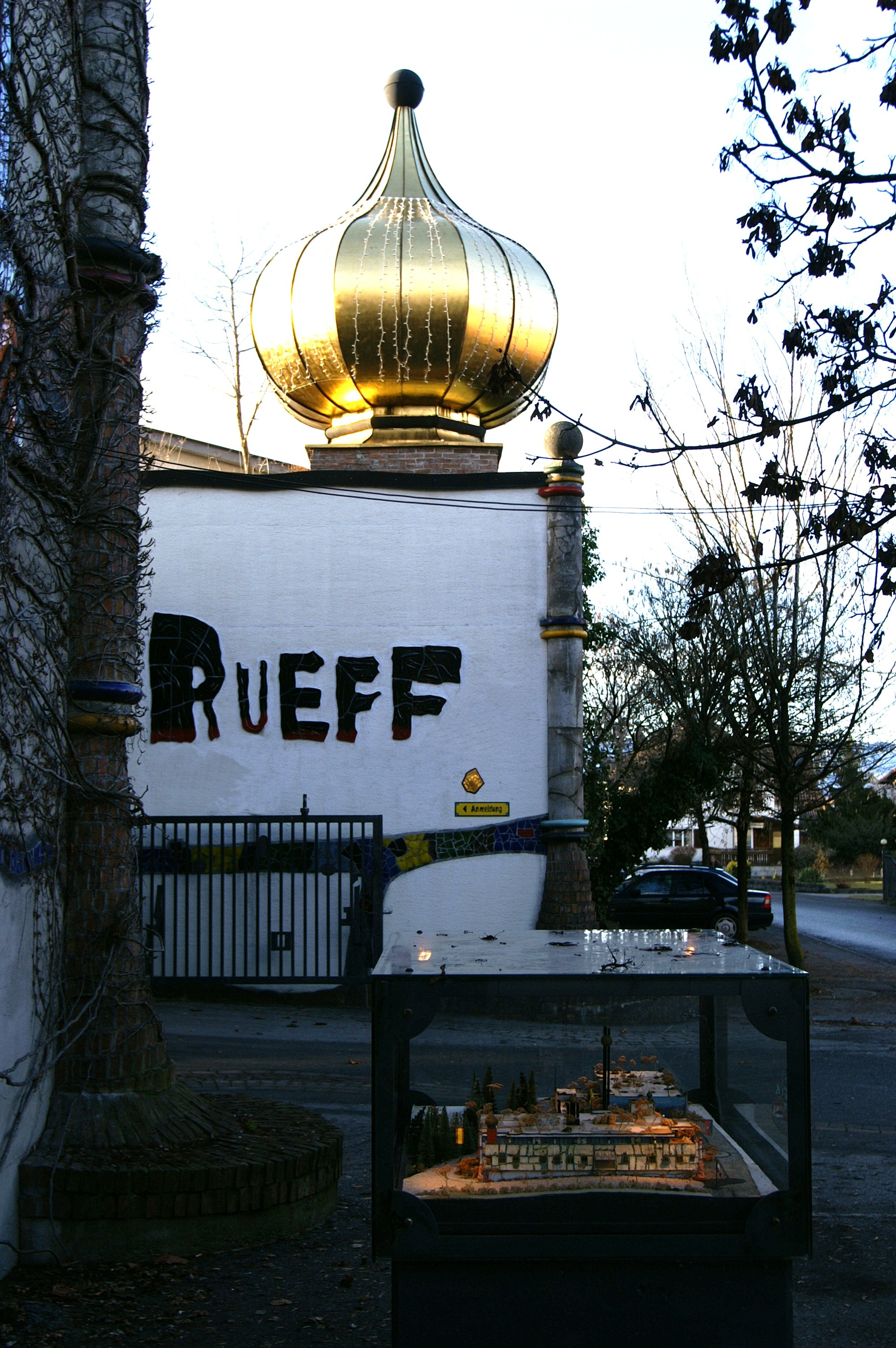
Textilfabrik Rueff

Dies ist eine von Friedensreich Hundertwasser gestaltete Textilfabrik. Er gestaltete 1988 parallel auch die Straßenschilder und Hausnummerntafeln in Zwischenwasser.

#### Frödischsaal in Muntlix
Die 1994 erbaute, moderne Holzkonstruktion dient vorrangig dem Sportunterricht, wird aber auch für diverse Festveranstaltungen verwendet. Das Gebäude beinhaltet auch eine Bibliothek und das Gasthaus Frödisch.

#### Osangbrücke in Dafins
Bei der Osangbrücke, welche über das Mühltobel führt, handelt es sich um eine gedeckte Holzbrücke. Sie wurde im Jahr 1999 durch die Dorfbevölkerung unter der Führung des Kulturvereins Dafins restauriert.

#### Versuchsseilbahn Batschuns
Die Versuchsseilbahn Batschuns war eine Pendelseilbahn, die 1962/63 abgebaut wurde. Die Bergstation Suldis ist nunmehr eine Ruine, die Talstation seither ein Wohnhaus.

## Wirtschaft und Infrastruktur
Im Jahr 2010 gab es in der Gemeinde 46 land- und forstwirtschaftliche Betriebe, davon dreizehn Haupterwerbsbetriebe. Im sekundären Wirtschaftssektor fanden 148 Personen in 28 Betrieben Arbeit, zumeist bei der Herstellung von Waren oder im Bau. Der tertiäre Wirtschaftssektor beschäftigte 288 Menschen in 123 Betrieben, fast die Hälfte davon in sozialen und öffentlichen Diensten (Stand 2011).

### Bildungseinrichtungen

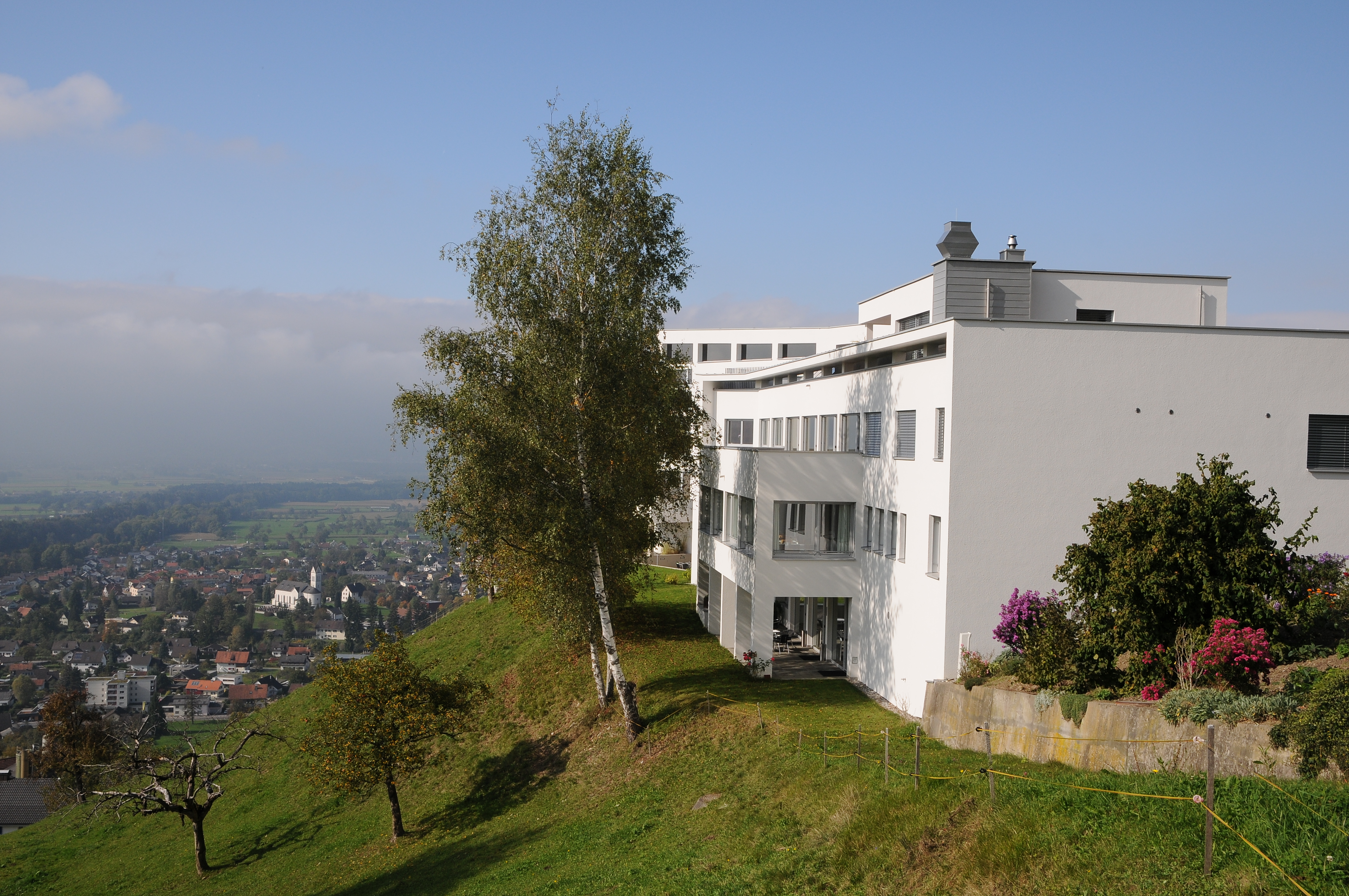
Bildungshaus

Neben dem  römisch-katholischen Bildungshaus Batschuns mit seinem vielfältigen Angebot gibt es in Zwischenwasser drei Kindergärten, drei Volksschulen und eine Mittelschule, aber auch Büchereien in Muntlix und Batschuns.

### Tourismus
Zwischenwasser bietet durch seine Natur- und Landschaftsvielfalt zahlreiche Freizeitmöglichkeiten; insbesondere zum Wandern, Mountainbiken, Skitouren und Schneeschuhwandern. Weiters hat die Gemeinde im Ortsteil Furx ein kleines Skigebiet mit zwei Schleppliften. Durch die Ausstattung mit einer Flutlichtanlage besteht auch die Möglichkeit zum Nachtskilauf.

### Energie
Zwischenwasser gehört zu den 24 Gemeinden in Österreich (Stand 2019), die mit der höchsten Auszeichnung des e5-Gemeinden Energieprojekts ausgezeichnet wurden. Das e5-Gemeinde-Projekt soll die Umsetzung einer modernen Energie- und Klimapolitik auf Gemeindeebene fördern.

## Politik

### Gemeindevertretung
In Vorarlberg wählen die Bürger alle fünf Jahre die Mitglieder der Gemeindevertretung durch Ankreuzen eines Listen-Wahlvorschlages bzw. durch Mehrheitswahl wenn kein Listenvorschlag vorliegt. Weiters den Bürgermeister durch Ankreuzen eines Wahlvorschlages.
Die Gemeindevertretung wählt in der konstituierenden Sitzung aus ihrer Mitte – sofern keine Wahl durch die Bürger zustande kam – gemäß § 61 Gemeindegesetz einen Bürgermeister und dann einen mindestens dreiköpfigen Gemeindevorstand. Die Zahl dieser „Gemeinderäte“ darf aber gemäß § 55 den vierten Teil der Zahl der Gemeindevertreter nicht übersteigen.
Der Bürgermeister führt den Vorsitz bei den generell öffentlichen Sitzungen der Gemeindevertretung, in denen kommunale Belange besprochen und Beschlüsse gefasst werden. Beobachter haben kein Mitspracherecht und kein Stimmrecht. Die Gemeindevertretung kann nach Bedarf Ausschüsse bestellen. Sitzungen des Gemeindevorstandes und der Ausschüsse sind nicht öffentlich.

#### Sitzverteilung nach den Wahlen
- Gemeindevertretungswahlen 1985: ÖVP 14, SPÖ 7, Unabhängige 3.[13]
- Gemeindevertretungswahlen 1990: ÖVP 18, Unabhängige 6.[14]
- Gemeindevertretungswahlen 1995: ÖVP 18, Unabhängige - NLZ 6.[15]
- Gemeindevertretungswahlen 2000: Offene Gemeindeliste 13, Unabhängige 6, FPÖ 5.[16]
- Gemeindevertretungswahlen 2005: ÖVP 10, Freie Wähler 9, Unabhängige 5.[17]
- Gemeindevertretungswahlen 2010: ÖVP 13, Freie Wähler 7, Unabhängige 4.[18]
- Gemeindevertretungswahlen 2015: ÖVP 10, Freie Wähler 9, Grüne 3, Jung und Alt 2.[19]
- Gemeindevertretungswahlen 2020: Z3 Wir bewegen Zwischenwasser 11, ÖVP 6, Grüne 4, Freie Wähler 3.[20]
- Gemeindevertretungswahlen 2025: Z3 Wir bewegen Zwischenwasser 19, Grüne 5.[21][22]

### Bürgermeister
- 1945–1950 Josef Rheinberger[23]
- 1950–1965 Jakob Mittelberger[23]
- 1965–1980 Bruno Mähr[23]
- 1980–2015 Josef Mathis[23][24][23][25]
- 2015–2020 Kilian Tschabrun[26]
- seit 2020 Jürgen Bachmann[27][28][22]

### Wappen
Der Gemeinde wurde 1966 folgendes Wappen verliehen: In blauem Schild zwei von den beiden Oberecken ausgehende silberne Flussarme, die im Schildfuß zusammenlaufen. Dazwischen ein goldener Baum mit drei Ästen.
Die beiden Flussarme zeigen den Zusammenfluss von Frutz und Frödisch, die namensgebend für die Gemeinde sind. Die drei Äste stehen für die drei Ortschaften Batschuns, Dafins und Muntlix, aus denen Zwischenwasser besteht.

## Persönlichkeiten

### Söhne und Töchter der Gemeinde
- Gerhard Johann Lischka (* 1943), Kulturphilosoph, Medientheoretiker und Kurator

### Mit der Gemeinde verbundene Persönlichkeiten
- Daniel Matt (* 1976), Politiker (NEOS) und Bankangestellter